# Neak Pean
Neak Pean – Tekergőző Kígyók – buddhista templom, amely VII. Dzsajavarman király víztározómedencéje (a Dzsajatataka baraj) közepén, egy mesterséges szigeten áll, Angkorban, Kambodzsában. A 12. század végén épült „forrás templom”, nevét a khmerek őseként tisztelt mitikus Naga istent ábrázoló, két egymásba fonódó nagy kígyóról kapta, amelyek körbeölelik a szigetet, és őrzik a szent forrást.
Neak Pean eredetileg orvosi, gyógyító célokra készült, mint a Nagy Építő  – VII. Dzsajavarman – által építtetett 102 kórház egyike. A templom az egyensúly ősi hinduizmusban gyökerező tiszteletén alapul. A 350 m²-es sziget szentélye a Himalája gyógyerejű hegyi tavát, az Anavatapta tavat  szimbolizálja. A sziget egyik egyedülálló szobra a Bahala, Avalókitésvara  repülő lóvá változott alakja, a szenvedés elkerülése és az együttérzés megtestesítője. A központihoz kapcsolódó négy kisebb medence a négy őselem: a víz, a föld, a tűz és szél kifejeződése. Ezek közepén egy-egy szimbolikus vízforrás, elefánt-, ember-, oroszlán- és lófejet formázó szökőkutak, vízköpők  állnak és táplálják a szentély központi medencéjét. A hitvilág szerint a medencében való megmártózás során az elemek betegséget okozó, megbomlott egyensúlya helyreáll, és a test bajai elmúlnak. A medencékben napjainkban is végeznek gyógyító szertartásokat.

## Külső hivatkozások
- APSARA – Neak Poan (angol)
- Czeiner Nándorné: Kambodzsa útinapló, 2001. december; Elektronikus kiadás: Terebess Ázsia E-Tár